# 1910 FEF 코파 델 레이 결승전
1910 FEF 코파 델 레이 결승전(스페인어: La Final de la Copa del Rey de 1910 de FEF)은 스페인의 컵대회인 코파 델 레이의 8번째 결승전이다.(대회는 3개 구단의 리그전으로 진행되었기 때문에 엄밀히 결승전은 없었다) 클루브 시클리스타와 조직위원회 간의 불화로 인해 이 연도에 벌어진 두 경쟁 협회가 동시에 진행한 두 컵대회 결승전 중 하나로, 이 대회를 치르기 위해 몇몇 구단들이 최대되었다. 이 대회는 마드리드에 신설된 연맹이자 나중에 스페인 왕립 축구 연맹(스페인어: Real Federación Española de Fútbol, RFEF)이 되는 스페인 축구 연맹((Federación Española de Fútbol, FEF)이 주관한 "공식" 대회이다. 이 대회 우승 구단과 경쟁 연맹으로 산 세바스티안에 있는 스페인 축구단 연합(Unión Española de Clubes de Fútbol)의 2달 전 대회 모두 현재 RFEF가 공식 대회로 인정하고 있다.

## 경기 상세 정보
| 바르셀로나                                                    | 3–2   | 에스파뇰 마드리드     |
| ------------------------------------------------------------- | ----- | --------------------- |
| 찰스 월러스 58′ · 카를레스 코마말라 70′ · 호세 로드리게스 89′ | [ 3 ] | 비센테 부일랴 5′, 12′ |

| 바르셀로나:         |
|                     |
| 솔라                |
| 파코 브루           |
| 마누엘 아메차수라   |
| 아르세니오 코마말라 |
| E. 페리스           |
| 그라우              |
| 로마 폰스           |
| 호세 로드리게스     |
| 카를레스 코마말라   |
| 찰스 월러스 (주장)  |
| 퍼시 월러스         |

| 에스파뇰 마드리드: |
|                    |
| 가르시아           |
| F. 알바레스        |
| S. 나바로          |
| 아르만도 히랄트    |
| 에레디아           |
| 마누엘 야르사      |
| 그레고리오         |
| 비센테 부일랴      |
| 산체스 네이라      |
| 모랄레스           |
| 호세 히랄트        |

## 같이 보기
- 1910 UECF 코파 델 레이 결승전
- 1913 FEF 코파 델 레이 결승전